# Campyloneurus nigricosta
Campyloneurus nigricosta är en stekelart som beskrevs av Günther Enderlein 1920. Campyloneurus nigricosta ingår i släktet Campyloneurus och familjen bracksteklar. Inga underarter finns listade.